# 히친

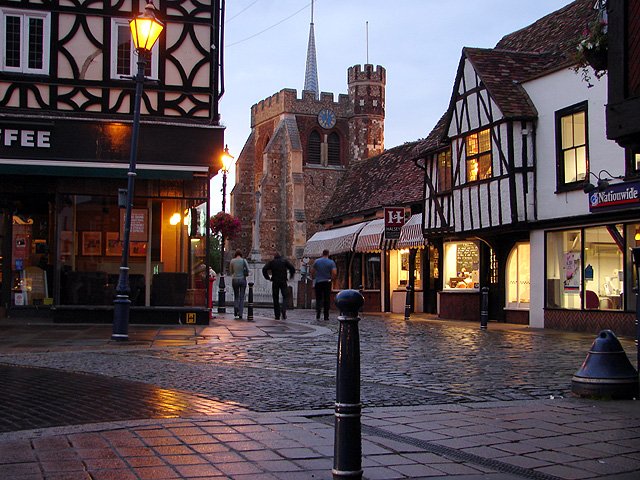

히친(Hitchin)은 잉글랜드 하트퍼드셔주의 도시이다. 2011년 기준으로 추정 인구 수는 33,352명이다.

## 히친에 거주한 저명한 인물
- 제임스 베이: 음악가
- 헨리 베서머: 공학자
- 데이브 킷슨: 축구 선수
- 조지프 리스터: 방부외과 선구자
- 케빈 필립스: 축구 선수
- 잭 윌셔: 축구 선수